# Егінген
Егінген (нім. Ehingen) — місто в Німеччині, знаходиться в землі Баден-Вюртемберг. Підпорядковується адміністративному округу Тюбінген. Входить до складу району Альб-Дунай.
Площа — 178,40 км². Населення становить 26 398 ос. (станом на 31 грудня 2020).